# Европско првенство у атлетици на отвореном 1950 — скок увис за мушкарце
Такмичење у скоку увис у мушкој конкуренцији на 4. Европском првенству у атлетици 1950. одржано је 25. и 27. августа на Стадиону краља Бодуена у Бриселу.
Титулу освојену у Бриселу 1946, није бранио Антон Болиндер из Шведске.

## Земље учеснице
Учествовало је 11 такмичара из 7 земаља. 
1. Белгија (2)
2. Југославија (1)
3. СССР (1)
4. Уједињено Краљевство (2)
5. Француска (2)
6. Швајцарска (1)
7. Шведска (2)

## Рекорди
| Рекорди пре почетка Европског првенства 1950. | Рекорди пре почетка Европског првенства 1950. | Рекорди пре почетка Европског првенства 1950. | Рекорди пре почетка Европског првенства 1950. | Рекорди пре почетка Европског првенства 1950. | Рекорди пре почетка Европског првенства 1950. |
| --------------------------------------------- | --------------------------------------------- | --------------------------------------------- | --------------------------------------------- | --------------------------------------------- | --------------------------------------------- |
| Светски рекорд                                | Лестер Стирс                                  | Сједињене Државе                              | 2,11                                          | Лос Анђелес, Сједињене Америчке Државе        | 17. јун 1941.                                 |
| Европски рекорд                               | Калеви Коткас                                 | Финска                                        | 2,04                                          | Гетеборг, Шведска                             | 1. септембар 1936.                            |
| Рекорди европских првенстава                  | Калеви Коткас                                 | Финска                                        | 2,00                                          | Торино, Италија                               | 7. септембар 1934.                            |

## Освајачи медаља
|                                      |                     |                         |
| Алан Патерсон · Уједињено Краљевство | Арне Оман · Шведска | Клод Бернар · Француска |

## Сатница
| Датум            | Време | Ниво          |
| ---------------- | ----- | ------------- |
| 25. август 1950. | 18:15 | Квалификације |
| 27. август 1950. |       | Финале        |

## Резултати

### Квалификације
Квалификациона норма за улазак у финале била је 1,90 м (КВ) коју су прескочила 5 такмичара а 5 такмичара се квалификовало на основу постигнутог резултата (кв).
| Пласман | Атлетичар            | Земља                | Резултат | Белешке      |
| ------- | -------------------- | -------------------- | -------- | ------------ |
| 1.      | Жак Делелиене        | Белгија              | 1,90     | КВ, ЛР       |
| 1.      | Арне Оман            | Шведска              | 1,90     | КВ           |
| 1.      | Жорж Дамитио         | Француска            | 1,90     | КВ, ЛРС, =ЛР |
| 1.      | Алан Патерсон        | Уједињено Краљевство | 1,90     | КВ           |
| 1.      | Ханс Вахли           | Швајцарска           | 1,90     | КВ, =ЛР      |
| 6.      | Геста Свенсон        | Шведска              | 1,85     | КВ           |
| 6.      | Клод Бернар          | Француска            | 1,85     | КВ           |
| 6.      | Валтер Херсенс       | Белгија              | 1,85     | КВ, ЛР       |
| 6.      | Михајло Димитријевић | Југославија          | 1,85     | КВ, ЛР       |
| 6.      | Јуриј Иљасов         | СССР                 | 1,85     | КВ, ЛР       |
| 11.     | Роналд Павит         | Уједињено Краљевство | 1,80     | ЛР           |

### Финале
Такмичење је одржано 27. августа 1950. године.
| Пласман | Атлетичар            | Држава               | Резултат | Белешке |
| ------- | -------------------- | -------------------- | -------- | ------- |
|         | Алан Патерсон        | Уједињено Краљевство | 1,96     | ЛРС     |
|         | Арне Оман            | Шведска              | 1,93     | ЛР      |
|         | Клод Бернар          | Француска            | 1,93     | ЛР      |
| 4.      | Ханс Вахли           | Швајцарска           | 1,90     | =ЛР     |
| 5.      | Геста Свенсон        | Шведска              | 1,90     | ЛРС     |
| 6.      | Жорж Дамитио         | Француска            | 1,90     | =ЛРС    |
| 7.      | Жак Делелиене        | Белгија              | 1,85     |         |
| 8.      | Јуриј Иљасов         | СССР                 | 1,85     | =ЛР     |
| 9.      | Михајло Димитријевић | Југославија          | 1,85     | =ЛР     |
| 10.     | Валтер Херсенс       | Белгија              | 1,85     |         |

## Укупни биланс медаља у скоку увис за мушкарце после 4. Европског првенства на отвореном 1934—1950.
|    | Земља                |   |   |   |    |
| -- | -------------------- | - | - | - | -- |
| 1. | Шведска              | 2 | 1 | 0 | 3  |
| 2. | Финска               | 1 | 1 | 3 | 5  |
| 3. | Уједињено Краљевство | 1 | 1 | 0 | 2  |
| 4, | Норвешка             | 0 | 1 | 0 | 1  |
| 5. | Француска            | 0 | 0 | 1 | 1  |
|    | Укупно {5}           | 4 | 4 | 4 | 12 |

|    | Атлетичар     | Земља                |   |   |   |   |
| -- | ------------- | -------------------- | - | - | - | - |
| 1. | Калеви Коткас | Финска               | 1 | 1 | 0 | 2 |
| 1. | Алан Патерсон | Уједињено Краљевство | 1 | 1 | 0 | 2 |